# Escholzmatt-Marbach
Escholzmatt-Marbach (toponimo tedesco) è un comune svizzero di 4 405 abitanti del Canton Lucerna, nel distretto di Entlebuch.

## Storia
Il comune di Escholzmatt-Marbach è stato istituito il 1º gennaio 2013 con la fusione dei comuni soppressi di Escholzmatt e Marbach; la sede municipale si trova a Escholzmatt.

## Geografia antropica

### Frazioni
Le frazioni di Escholzmatt-Marbach sono:
- Escholzmatt[7]
  - Dürrenbach
  - Feldmoos
  - Lehn
  - Schärlig
  - Wiggen
- Marbach[8]

## Infrastrutture e trasporti
Escholzmatt-Marbach è servito dalle stazioni ferroviarie di Escholzmatt e di Wiggen delle Ferrovie Federali Svizzere, sulla linea Berna-Lucerna; è collegato a Steffisburg, nel Canton Berna, dal passo Schallenberg.